# Dave Holland
Pour les articles homonymes, voir Dave Holland (homonymie) et Holland.

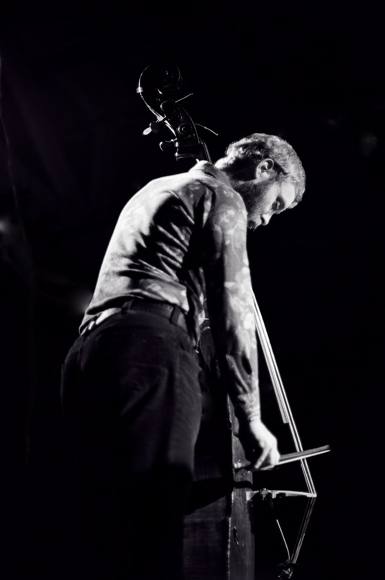
Dave Holland avec le trio d'Anthony Braxton, 1976

Dave Holland est un contrebassiste, bassiste, violoncelliste, et compositeur de jazz britannique né le 1er octobre 1946 à Wolverhampton.

## Biographie
C'est un autodidacte qui commence adolescent par la pratique de la guitare basse et se met rapidement à la contrebasse, influencé par le jazz. Il étudie l'instrument pendant trois ans à la Guildhall School of Music and Drama à Londres.
Il s'implique dans la scène londonienne des musiques improvisées autour du batteur John Stevens. En 1968, Miles Davis et Philly Joe Jones l'entendent jouer au Ronnie Scott's et Miles propose de l'engager pour remplacer Ron Carter dans son groupe. Son premier enregistrement en tant que membre du groupe de Miles Davis est l'album Filles de Kilimanjaro (avec Miles Davis, Chick Corea, Wayne Shorter et Tony Williams). Il restera membre du groupe jusqu'en 1970 et participe aux albums In a Silent Way et Bitches Brew.
À la suite de son départ du groupe de Miles, Dave Holland intègre Circle, groupe d'avant-garde composé
de Chick Corea, Barry Altschul et Anthony Braxton, qui marque aussi le début d'une longue collaboration avec le label ECM. Après plusieurs albums, le groupe se dissout peu après le remplacement de Chick Corea par Sam Rivers. En 1972 Holland enregistre son premier album en tant que leader, Conference of the Birds, avec Sam Rivers, Altschul et Braxton.
L'album s'imposera par la suite comme une référence du jazz d'avant-garde de l'époque.
Pendant les années 1970, Dave Holland continue sa carrière tant comme leader que comme sideman, en particulier avec Stan Getz, Chick Corea, Anthony Braxton, Sam Rivers, et le trio Gateway avec John Abercrombie et Jack DeJohnette. Ce trio enregistre deux albums en 1975 et 1977, qui sont reconnus comme des albums importants de la décennie. Le trio Gateway se reformera en 1994 et produira deux albums supplémentaires. Bien que Dave Holland ait enregistré des disques en solo et en duo, la grande majorité de son travail est réalisée en petite et moyenne formation.
Dans les années 1980, Holland quitte le groupe de Rivers et crée son propre quintet tout en continuant une intense activité de sideman. Il y intègre des jeunes musiciens de talent, en particulier Steve Coleman qui contribuera fortement au grand succès du groupe. Son quintette actuel[Quand ?], composé de Robin Eubanks au trombone, Chris Potter au saxophone, Steve Nelson au vibraphone et Billy Kilson à la batterie, a gagné plusieurs nominations et victoires aux Grammy Awards. Holland a créé en 2002 un big band dont la base est constituée de son quintet. Billy Kilson est remplacé en 2005 par Nate Smith à la batterie tant dans son quintet que dans son big band.
En 2010 il enregistre Hands avec le guitariste Pepe Habichuela et d'autres artistes flamencos dont Juan Carmona.

## Discographie

### En tant que leader
- Music from Two Basses (avec Barre Phillips) - 1971 - ECM
- A.R.C. (en) (avec Chick Corea et Barry Altschul) - 1971
- Conference of the Birds - 1972 - ECM
- Sam Rivers/Dave Holland, Vol. 1 - 1976 - Improvising Artists
- Sam Rivers/Dave Holland, Vol. 2 - 1976 - Improvising Artists
- Emerald Tears - 1977 - ECM
- Life Cycle - 1982 - ECM
- Jumpin' In - 1983 - ECM
- Seeds of Time - 1984 - ECM
- The Razor's Edge - 1987 - ECM
- Triplicate - 1988 - ECM
- Extensions - 1989 - ECM
- Ones All - 1993 - Intuition
- World Trio - 1995 (avec Kevin Eubanks et Mino Cinelu)
- Dream of the Elders - 1995 - ECM
- Points of View - 1998 - ECM
- Prime Directive - 2000 - ECM
- Not for Nothin' - 2001 - ECM
- What Goes Around - 2002 - ECM
- Extended Play: Live at Birdland - 2003 - ECM
- Overtime - 2005 - Dare2
- Critical Mass - 2006 - Dare2
- Pass It On - 2008 - Dare2
- Pathways - 2010 - Dare2
- Hands - 2010 - Dare2
- Prism - 2013 - Dare2
- Aziza  - 2016 - Dare2
- Uncharted Territories - 2018 - Dare2
- Without Deception - 2020 - Dare2
- Another Land - 2021 - Edition Records

Compilation
- Rarum, Vol. 10: Selected Recordings - 2004 - ECM

### En tant que sideman
Avec Miles Davis
- Filles de Kilimanjaro (1968)
- In a Silent Way (1969)
- The Complete In A Silent Way, Sessions 1969, (sorti en 2001)
- A Tribute to Jack Johnson (1971)
- Water Babies (1976)

Avec Carla Bley
- 1974 : Tropic Appetites

Avec Hank Jones trio
- 1989 : The Oracle

Avec Anouar Brahem
- 2025 : After the Last Sky (ECM)